# 朴成哲
朴成哲（1913年9月2日—2008年10月28日），朝鲜民主主义人民共和国政治人物。出生在慶尚北道慶州市。

## 生平
朴成哲于1934年参加朝鲜人民革命军。1942年加入苏联远东方面军独立第88步兵旅。1959年10月任朝鲜外务相。1962年10月12日，与中华人民共和国国务院总理周恩来、外交部长陈毅在平壤签订《中朝边界条约》。1972年5月29日至6月1日，非正式访问韩国汉城，与韩国总统朴正熙会面，为《南北共同声明》铺路。1976年4月任政務院总理，1980年10月当选朝鲜劳动党政治局委員，1991年8月任祖国統一民主主義戰線議長，1998年9月任朝鮮最高人民會議常任委员会名誉副委員長。